# Triphora heringeri
Triphora heringeri är en orkidéart som beskrevs av Guido Frederico João Pabst. Triphora heringeri ingår i släktet Triphora och familjen orkidéer. Inga underarter finns listade i Catalogue of Life.